# 佩休格區
58°53′01″N 45°42′35″E / 58.88361°N 45.70972°E
佩休格區（俄语：Пыщугский район），是俄羅斯的一個區，位於該國西部，由科斯特羅馬州負責管轄，面積1,930平方公里，2010年人口5,201，人口密度每平方公里2.69人。